# Rivière North Thompson
La rivière North Thompson est la branche nord de la rivière Thompson, dans la province canadienne de Colombie - Britannique . Elle rejoint la rivière South Thompson pour former le cours principal de la rivière Thompson, le plus grand affluent du fleuve Fraser.

## Description
La rivière North Thompson prend sa source au pied du glacier Thompson dans la chaîne Premier des monts Cariboo, à l'ouest de la communauté de Valemount. La rivière coule d'abord vers l'est puis à sa jonction avec l'Albreda River file vers le sud, puis le Sud-ouest jusqu'à Clearwater où elle reprend sa route vers le sud à travers les hautes terres de Shuswap en direction de Kamloops, où elle rejoint la rivière South Thompson pour former le cours principal de la rivière Thompson.
De sa confluence avec l'Albreda River jusqu'à Kamloops, c'est-à-dire s ur la plus grande partie de sa longueur, la rivière est parallèle à l'autoroute 5 et à la voie ferrée du Canadian National Railway (les deux traversent la rivière à plusieurs reprises). La North Thompson passe par plusieurs petites communautés, les plus notables étant Blue River, Clearwater et Barriere.
Les affluents de la rivière North Thompson comprennent sur la rive gauche Pleasant Creek, Adolphe Creek, Canvas Creek, Oasis Creek, la rivière Albreda, Moonbeam Creek, Switch Creek, Gum Creek, Bone Creek, Hellroar Creek, Mud Creek, Smoke Creek, Wilkins Creek, Froth Creek, Finn Creek, Sundt Creek, Tumtum Creek, Shannon Creek, Otter Creek, Reg Christie Creek, Finley Creek, Jones Creek,  Baker Creek, Butler Creek, Lute Creek, Clay Creek, Foghorn Creek, McDougal Creek, et sur la rive droite Stormking Creek, Manteau Creek, Chappell Creek, Miledge Creek,  Thunder River, Whitewater Creek, Cedar Creek,  Blue River, Goose Creek, Peddie Creek,  Berry Creek, Snowball Creek, Cayuse Creek, Avola Creek, Bearpark Creek, Ivy Creek, Hornet Creek, Cornet Creek, Divide Creek, Bill Creek, Montanna Creek, Johnston Creek, Peavine Creek, Raft River, la Rivière Clearwateret la Rivière Barrière. 
Le plus grand affluent de la North Thompson est la rivière Clearwater, qui se joint à la ville de Clearwater. Leur confluence s'effectue au niveau du North Thompson River Park. La rivière Clearwater draine une grande partie des eaux du parc provincial Wells Gray.
Une caractéristique notable le long de la North Thompson est Little Hells Gate, une mini-réplique des rapides Hells Gate beaucoup plus grands sur le fleuve Fraser. Environ 17,4 kilomètres (10,8118587408 mi) en amont de la petite ville d'Avola, la rivière North Thompson passe à travers une chute étroite d'environ 9.1 mètre de large seulement, créant un rapide qui ressemble au célèbre rapide du Fraser. De nombreuses entreprises de rafting proposent une variété de voyages à travers les rapides.
La North Thompson River se dédouble aussi fréquemment, permettant la formation de grandes îles dans sa vallée.

## Voir également
- Liste des affluents du fleuve Fraser